# System76
System76 is een Amerikaanse computer- en softwarefabrikant gevestigd in Denver, Colorado. Het bedrijf is gespecialiseerd in de verkoop van notebooks, desktops en servers, waarbij het bedrijf gebruik maakt van gratis en open-source software en kopers een keuze uit Ubuntu of hun eigen op Ubuntu gebaseerde Linux-distributie Pop!_OS als vooraf geïnstalleerd besturingssysteem biedt. Deze Linuxdistributie is bovendien gratis te downloaden en te gebruiken op apparatuur van derden.

## Geschiedenis
System76 is in 2005 formeel opgericht door Carl Richell en Erik Fetzer. In 2003 registreerde Fetzer het domein system76.com al, met het idee computers met vooraf geïnstalleerde Linux-besturingssystemen te verkopen, maar pas twee jaar later begon de realisatie van dit idee. Het getal 76 in de bedrijfsnaam verwijst naar 1776, het jaar waarin de Amerikaanse Revolutie plaatsvond. Richell legde uit dat het bedrijf hoopte een "open source-revolutie" te ontketenen, waardoor consumenten de keuze kregen om geen propriëtaire software te gebruiken.
Medio 2005 hebben de oprichters nagedacht over welke Linux-distributie ze wilden aanbieden, en daarbij Red Hat Enterprise Linux, openSUSE, Yoper en andere distributies geëvalueerd. Ubuntu werd aanvankelijk afgewezen, maar Richell en Fetzer veranderden snel van gedachten na een latere herevaluatie. Richell was geïnspireerd door Canonical's bedrijfsmodel op basis volledig vrije software, ondersteund door commerciële ondersteuning wanneer dat nodig was. De eerste computers die door System76 werden verkocht, werden geleverd met Ubuntu 5.10 Breezy Badger vooraf geïnstalleerd.
Nadat Canonical in mei 2017 aankondigde te switchen naar de GNOME-desktopomgeving waar eerder de Unity-desktopomgeving gebruikt werd, kondigde System76 een nieuw pakket aan onder de naam "Pop". Het bedrijf kondigde later, in juni 2017, aan dat het zijn eigen Linux-distributie zou maken op basis van Ubuntu genaamd Pop!_OS. Sindsdien kunnen kopers van System76 hardware kiezen tussen Ubuntu en Pop!_OS, welke beiden ook los te downloaden zijn om op andere apparaten te installeren. Eind 2021 bevestigde een System76 medewerker op Reddit dat System76 bezig is met het ontwikkelen van een eigen desktopomgeving. Dit systeem zou geschreven worden in programmeertaal Rust en zou GNOME op termijn kunnen vervangen. Software van derden kan sinds de 22.04 versie uit april 2022 via een grafische applicatiewinkel onder de noemer "Pop_Shop" gezocht en geïnstalleerd worden.
Medio 2022 is System76 bezig met het betreden van de Europese markt. Waar eerder hardware vanuit Amerika verscheept moest worden om in Europa te verkrijgen, is System76 een distributiecentrum in Europa aan het opzetten.